# 上ノ郷城
上ノ郷城（かみのごうじょう）は、愛知県蒲郡市神ノ郷町にあった日本の城。別名は西之郡之城・宇土城・鵜殿城・神ノ郷城。1957年（昭和32年）1月10日に蒲郡市指定史跡に指定されている。

## 歴史
築城年代は「平安時代末期に五男十郎と言う者が壇ノ浦の戦いで勝った褒美として当地をもらい、城を建てた」と言うものや、「戦国時代になって建てられた」など諸説あるが、正しい年代ははっきりとしていない。ただ鵜殿長将の頃には駿河国今川氏家臣の鵜殿氏の居城となっていたようで、この城を拠点として鵜殿氏は、現在の蒲郡市のほぼ全域と幸田町の一部を勢力下に治めていた。
永禄3年（1560年）の桶狭間の戦いで、鵜殿氏の主君であった今川義元が討たれると、三河国の松平元康（のちの徳川家康）が今川家から独立し、周辺の諸将が松平家に服属した。しかし、上ノ郷城主・鵜殿長照は義元の妹の子であり、今川方に留まったため、同城は松平氏の勢力圏内に孤立した。
永禄5年（1562年）の上ノ郷城の戦いにおいて、元康と松平清善ら松平勢の攻撃を受けるが、堅城である上ノ郷城はなかなか落城しなかった。そのため元康は伴与七郎ら、甲賀流忍者（甲賀衆）を用いて城内に火を放ち、その混乱の中から攻め入ったと伝わる。鵜殿長照は討死にし、長照の子・鵜殿氏長、鵜殿氏次は捕らえられ、落城した。
なお、この戦いで戦死した城主を鵜殿長持とするのは誤り。長持は鵜殿長照の父で、弘治2年（1556年）に死去している。
徳川家康の伝記である『烈祖成績』によれば、甲賀衆によって火が上がった上ノ郷城内は造反者が出たとの誤解から混乱し、城主の鵜殿長照も落ち延びようとしたところを伴与七郎（伴与七郎資定）によって討たれたとしている。
他に与七郎と同様、上ノ郷城攻めに参加した甲賀衆として伴中務勝永、伴太郎左衛門資家、伴伯耆守資綱ら80余人の名がみられ、資綱は城主の鵜殿長照の子供である氏長・氏次兄弟を捕縛する功があったという。
元康は二人の身柄と引き換えに、今川氏に臣従していた時期に今川家へ人質として差し出していた正室の瀬名姫と嫡男の竹千代、長女の亀姫らを返還するよう今川氏に要求した。当時今川氏の当主で義元の子であった氏真にとって、近しい親族であった鵜殿兄弟を見捨てることはできず、交渉は成立し双方の人質が交換された。
以降は後は攻め手に加わっていた久松俊勝の居城となった。俊勝の子の松平康元に継がれ、家康が関東に移封となると池田輝政が有し、のちに廃城となった。

## 遺構
現在は大部分が私有地のミカン畑となっており、郭や空堀、土塁、井戸などが残存している他、城があったことを示す石碑が建てられている。